# Benedetto XIV Cento
O Benedetto XIV S.D.R.L., conhecido também como Sella Cento por motivos de patrocinadores, é um clube de basquetebol baseado em Cento, Itália que atualmente disputa a Serie B. Manda seus jogos no PalaSavena com capacidade para 2.001 espectadores.

## Histórico de Temporadas
| Temporada | Nível | Liga     | Pos. | J     | PL  | Resultado                  |
| --------- | ----- | -------- | ---- | ----- | --- | -------------------------- |
| 2013-14   | 4     | DNB      | 7    | 14-16 | 3-2 | SemifinalistaPlayoff A     |
| 2014-15   | 3     | Serie B  | 1    | 23-5  | 1-2 | Quartas de finaisPlayoff B |
| 2015-16   | 3     | Serie B  | 4    | 20-10 | 6-4 | FinalistaPlayoff 1         |
| 2016-17   | 3     | Serie B  | 4    | 21-9  | 5-4 | FinalistaPlayoff 1         |
| 2017-18   | 3     | Serie B  | 1    | 26-4  | 8-0 | Promovido                  |
| 2018-19   | 2     | Serie A2 | 15   | 9-21  | 2-3 | Rebaixadoplayouts          |
| 2019-20   | 3     | Serie B  |      |       |     |                            |

fonte:eurobasket.com